# قتل در قطار سریع‌السیر شرق (فیلم ۲۰۰۱)
قتل در قطار سریع‌السیر شرق (انگلیسی: Murder on the Orient Express) یک فیلم تلویزیونی به کارگردانی کارل شنکل است که بر پایهٔ رمانی به همین نام اثرِ آگاتا کریستی ساخته و در سال ۲۰۰۱ میلادی انتشار یافت.

## بازیگران
- آلفرد مولینا در نقش «هرکول پوآرو»
- مریدیت بکستر
- لزلی کارون
- پیتر اشتراوس
- فریتز وپر
- آمیرا کازار
- نیکولاس شاگرین
- دیوید هانت
- آدام جیمز
- کای وایسینگر
- ناتاشا وایتمن